# Charminus bifidus
Espèce
Charminus bifidus est une espèce d'araignées aranéomorphes de la famille des Pisauridae.

## Distribution
Cette espèce est endémique du Rwanda.

## Description
Le mâle holotype mesure 7,5 mm.

## Publication originale
- Blandin, 1978 : Études sur les Pisauridae africaines IX. Mise au point sur les genres Cispius Simon, 1898 et Charminus Thorell, 1899 (Araneae - Pisauridae - Pisaurinae). Revue de Zoologie Africaine, vol. 92, p. 37-76 (texte intégral).